# Нижнезундов
Нижнезундов — хутор в Орловском районе Ростовской области. Входит в состав Островянского сельского поселения.
Основан в конце XIX века как временное поселение Нижне-Зундовское на землях калмыцкой станицы Иловайской.
Население — 21 (2010)

## Название
Название хутора сложносоставное и отсылает к расположению хутора при балке Зундова чуть ниже хутора Верхнезундов.
Название балки Зундова, скорее всего, производно от калмыцкого имени Зунда, которое в свою очередь имеет тибетское происхождение и означает "нравственность".

## История
Основан в конце XIX века как временное поселение Нижне-Зундовское на землях калмыцкой станицы Иловайской. Согласно данным первой Всероссийской переписи населения 1897 года в поселении Нижне-Зундовском проживало 117 душ мужского и 121 женского пола. К 1915 году в поселении имелось 36 дворов, проживало 143 души мужского и 130 женского пола
Согласно первой Всесоюзной переписи населения 1926 года население хутора составило 285 человек, из них украинцев — 283. Калмыки в хуторе не проживали. На момент переписи хутор входил в состав Островянского сельсовета Пролетарского района Сальского округа Северо-Кавказского края.

## География
Нижнезундов расположен в пределах Сальско-Манычской гряды Ергенинской возвышенности, являющейся частью Восточно-Европейской равнины, по обеим сторонам балки Зундова (левый приток Большой Куберле), на высоте 70 метров над уровнем моря. Рельеф местности холмисто-равнинный. В балке Зундова имеется пруд. Почвы — чернозёмы южные. Почвообразующие породы — глины и суглинки.
По автомобильной дороге расстояние до Ростова-на-Дону составляет 270 км, до районного центра посёлка Орловский — 30 км, до административного центра сельского поселения хутора Островянский — 7 км.
Часовой пояс
Нижнезундов, как и вся Ростовская область, находится в часовой зоне МСК (московское время). Смещение применяемого времени относительно UTC составляет +3:00.

### Улицы
- ул. Береговая,
- ул. Заречная,
- ул. Огородная,
- ул. Степная,
- пер. Прудный.

## Население
Динамика численности населения
| 1897 | 1915 | 1926 | 2002 |
| ---- | ---- | ---- | ---- |
| 138  | 173  | 285  | 50   |

| 2010 |
| ---- |
| 21   |